# ألونزو باتريك فوكس
ألونزو باتريك فوكس (بالإنجليزية: Alonzo Patrick Fox)‏ هو عسكري أمريكي، ولد في 11 نوفمبر 1895 في سانت لويس في الولايات المتحدة، وتوفي في 19 ديسمبر 1984 في واشنطن العاصمة في الولايات المتحدة.